# Lāyeh
Lāyeh (persiska: لایه) är en ort i Iran.   Den ligger i provinsen Gilan, i den nordvästra delen av landet, 170 km nordväst om huvudstaden Teheran. Lāyeh ligger 1 237 meter över havet och antalet invånare är 181.
Terrängen runt Lāyeh är kuperad åt nordväst, men åt sydost är den bergig. Runt Lāyeh är det ganska tätbefolkat, med 108 invånare per kvadratkilometer. Närmaste större samhälle är Jīrandeh, 16,2 km väster om Lāyeh. Trakten runt Lāyeh består i huvudsak av gräsmarker.